# Distrito electoral de Garfield (condado de Keya Paha, Nebraska)
Garfield (en inglés: Garfield Precinct) es un distrito electoral ubicado en el condado de Keya Paha en el estado estadounidense de Nebraska. En el Censo de 2010 tenía una población de 179 habitantes y una densidad poblacional de 0,5 personas por km².

## Geografía
Garfield se encuentra ubicado en las coordenadas 42°51′14″N 99°51′54″O / 42.85389, -99.86500. Según la Oficina del Censo de los Estados Unidos, Garfield tiene una superficie total de 357.26 km², de la cual 357.05 km² corresponden a tierra firme y (0.06%) 0.21 km² es agua.

## Demografía
Según el censo de 2010, había 179 personas residiendo en Garfield. La densidad de población era de 0,5 hab./km². De los 179 habitantes, Garfield estaba compuesto por el 99.44% blancos y el 0.56% pertenecían a dos o más razas. Del total de la población el 0.56% eran hispanos o latinos de cualquier raza.